# Jeux parapanaméricains de 2019
Navigation
Édition précédente Édition suivante
Les Jeux parapanaméricains de 2019 sont la sixième édition des Jeux parapanaméricains, compétition multisports réservée aux athlètes handisports des Amériques. Ces Jeux se tiennent du 23 août au 1er septembre 2019 à Lima, au Canada, quelques jours après les Jeux panaméricains de 2019 qui se déroulent dans la même ville.

## Désignation de la ville hôte
Lima est désignée comme ville hôte des Jeux panaméricains de 2019 le 11 octobre 2013 à Toronto.. Trois autres villes étaient candidates à cette organisation : Santiago au Chili, Ciudad Bolívar au Venezuela et La Punta en Argentine. Le vote des 57 membres de l'Organisation sportive panaméricaine donna 31 voix pour Lima contre 9 pour La Punta et Santiago et 8 pour Ciudad Bolívar.
| Ville          | CNO       | 1er tour |
| Lima           | Pérou     | 31       |
| La Punta       | Argentine | 9        |
| Santiago       | Chili     | 9        |
| Ciudad Bolívar | Venezuela | 8        |